# Kniahinin (rejon dubieński)
Kniahinin (ukr. Княгинин) – wieś na Ukrainie, w obwodzie rówieńskim, w rejonie dubieńskim, w hromadzie Myrohoszcza. W 2001 liczyła 638 mieszkańców.
W okresie międzywojennym wieś znajdowała się w granicach II RP, wchodząc w skład gminy Warkowicze w powiecie dubieńskim, w województwie wołyńskim.